# Abracris dilecta
Abracris dilecta är en insektsart som beskrevs av Walker, F. 1870. Abracris dilecta ingår i släktet Abracris och familjen gräshoppor. Inga underarter finns listade i Catalogue of Life.